# Fabrizio Benzoni
Fabrizio Benzoni (Brescia, 4 novembre 1985) è un politico italiano, dal 13 ottobre 2022 deputato alla Camera per Azione. Il 14 maggio 2025, durante l'Assemblea del Gruppo di Azione - Per - Renew Europe alla Camera, è stato eletto Vice Capogruppo. 

## Biografia
Nato il 4 novembre 1985 a Brescia, dove consegue la laurea in ingegneria gestionale nel 2011, ha lavorato come Responsabile vendite in una concessionaria d'auto dal 2004 al 2010 ed è consulente commerciale dal 2011.

### Attività politica
Dopo essere stato attivo nel mondo associativo bresciano, alle elezioni amministrative del 2013 si candida al consiglio comunale di Brescia, nella lista civica "Brescia 2013" a sostegno della candidata sindaca Laura Castelletti, che poi si è apparentata con quello del centro-sinistra Emilio Del Bono al ballottaggio, risultando eletto con 203 preferenze consigliere comunale, ricevendo nel marzo 2016 la delega alle manifestazioni sportive dal comune di Brescia. Alla successiva tornata elettorale del 2018 si ricandida, nella civica "Brescia per passione" a sostegno della rielezione di Del Bono, venendo confermato per un secondo mandato con 426 preferenze, andando a ricoprire l'incarico di capogruppo di "Brescia per passione" a palazzo della Loggia.
Con la nascita di Azione di Carlo Calenda nel 2019 aderisce al partito, facendo parte del comitato promotore e diventandone prima coordinatore e poi segretario provinciale di Brescia, entrando nel 2022 nel direttivo nazionale e regionale in Lombardia.
Alle elezioni politiche anticipate del 2022 viene candidato alla Camera dei deputati, per la lista elettorale Azione - Italia Viva come capolista nel collegio plurinominale Lombardia 3 - 02, risultando eletto deputato. Nella XIX legislatura è componente della 10ª Commissione Attività produttive, Commercio e Turismo e del Comitato per la comunicazione e l'informazione esterna.
Alle amministrative del 2023 viene riconfermato consigliere comunale di Brescia con 412 preferenze nella lista "Azione Italia Viva +Europa" a sostegno della candidata di centro-sinistra, la vicesindaca facente funzioni uscente Laura Castelletti, eletta sindaco al primo turno.